# Lista de monarcas soberanos durante a Primeira Guerra Mundial

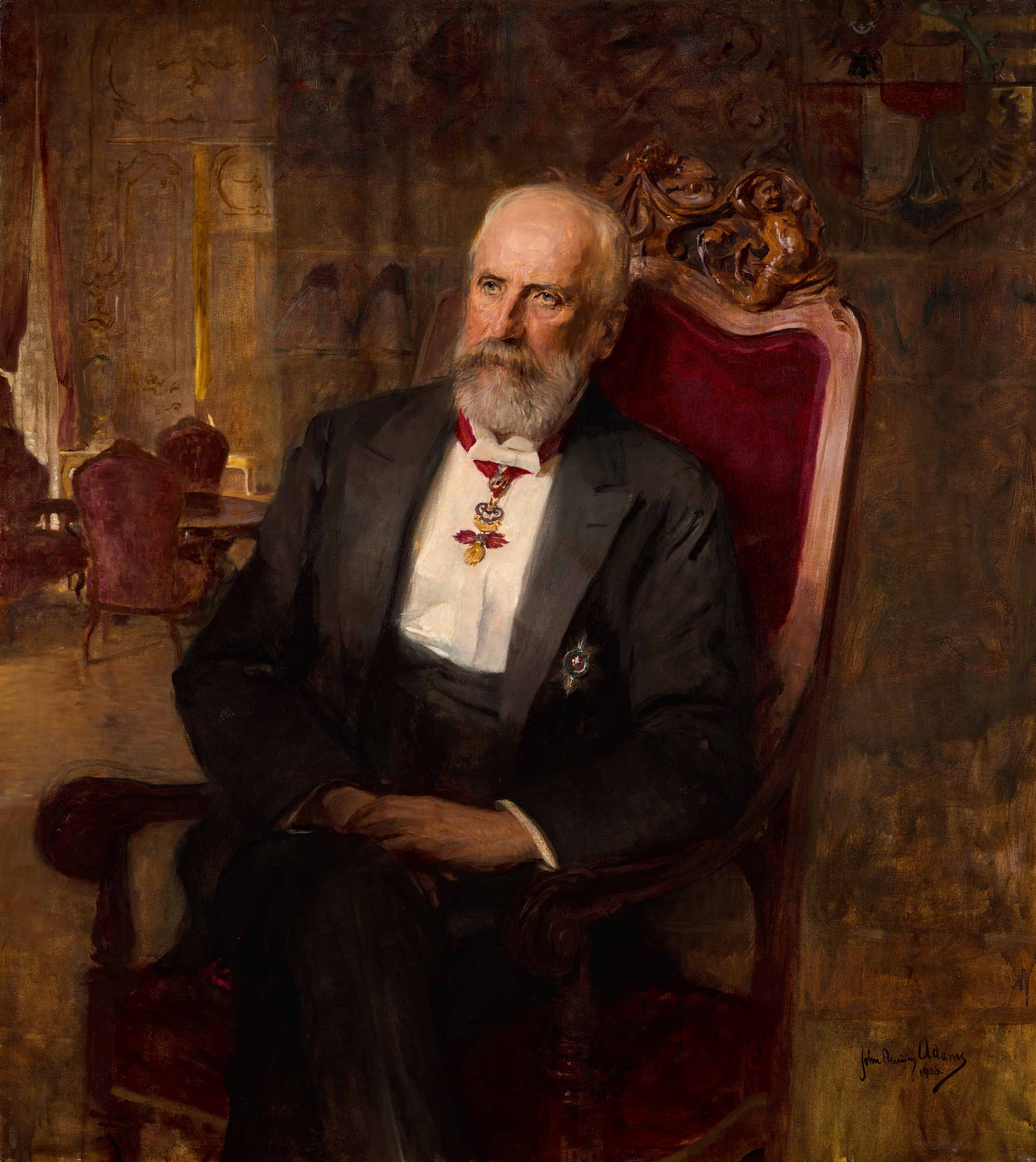
Coroado em 1858, João II reinava sobre o Liechtenstein há 56 anos quando do estopim da Primeira Guerra Mundial.

Este artigo lista os monarcas soberanos durante o decorrer da Primeira Guerra Mundial (1914-1918). A Primeira Grande Guerra, como também é conhecida, foi um conflito bélico de grandes proporções protagonizado principalmente pelas mais proeminentes nações monárquicas da Europa do século XX e se estendeu de 28 de julho de 1914 a 11 de novembro de 1918. O conflito foi motivado, principalmente, por disputas territoriais e dinásticas envolvendo um destes reinados listados abaixo, a Áustria-Hungria.
Neste período, a maioria dos Estados monárquicos eram governados através do sistema de monarquia constitucional, no qual o monarca encabeça o sistema executivo sob a observância de um parlamento. O sistema teve origem e alcançou seu apogeu no Reino de Inglaterra após a Revolução Gloriosa do século XVII e foi gradualmente adotado pela maioria das nações do mundo nos anos seguintes.
O conflito esteve ligado diretamente à questão monárquica no mundo, levando à destituição de vários Estados monárquicos, como Sérvia, China, Romênia e Rússia. No Reino Unido, o rei Jorge V temendo uma má repercussão de sua ascendência germânica, mudou o nome de sua casa dinástica para Casa de Windsor, que permanece no trono do país até os dias atuais. Devido aos impactos internos da guerra, a monarquia russa - que pendurava desde o século XIV - foi abruptamente deposta e substituída pelo regime republicano da União Soviética que, por sua vez, durou por mais meia década.
De todos os monarcas reinantes neste período, duas eram mulheres (Guilhermina dos Países Baixos e Maria Adelaide de Luxemburgo) e outros três monarcas eram oriundos da mesma dinastia (a Casa de Eslésvico-Holsácia-Sonderburgo-Glucksburgo). Seis monarcas soberanos atuais descendem diretamente de monarcas que governaram neste período: Carlos III (bisneto de Jorge V), Margarida II (neta de Cristiano X), Guilherme-Alexandre (neto de Guilhermina), Felipe VI (bisneto de Afonso XIII), Alberto II (bisneto de Alberto I), Hans-Adam II (bisneto de João II), Henrique (sobrinho-neto de Maria Adelaide) e Naruhito (bisneto de Taishō).

## Lista de monarcas
| Reino           | Monarca | Monarca                         | Coroação                                                               | Casa real                | Tipo de monarquia   | Ref.          |
| --------------- | ------- | ------------------------------- | ---------------------------------------------------------------------- | ------------------------ | ------------------- | ------------- |
| Abissínia       |         | Imperador Iyasu V               | 12 de dezembro de 1913 (7 meses e 16 dias antes do conflito)           | Salomão                  | Constitucional      |               |
| Albânia         |         | Príncipe Guilherme              | 7 de março de 1914 (4 meses e 21 dias antes do conflito)               | Wied-Neuwied             | Constitucional      |               |
| Alemanha        |         | Imperador Guilherme II          | 15 de junho de 1888 (26 anos, 1 mês e 13 dias antes do conflito)       | Hohenzollern             | Constitucional      |               |
| Andorra         |         | Copríncipe Raymond Poincaré     | 18 de fevereiro de 1913 (1 ano, 5 meses e 10 dias antes do conflito)   | –                        | Constitucional      |               |
| Andorra         |         | Copríncipe Juan Benlloch i Vivó | 6 de dezembro de 1906 (7 anos, 7 meses e 22 dias antes do conflito)    | –                        | Constitucional      |               |
| Áustria-Hungria |         | Rei-Imperador Francisco José I  | 8 de junho de 1867 (47 anos, 1 mês e 20 dias antes do conflito)        | Habsburgo-Lorena         | Dual Constitucional |               |
| Bélgica         |         | Rei Alberto I                   | 23 de dezembro de 1909 (4 anos, 7 meses e 5 dias antes do conflito)    | Saxe-Coburgo-Gota        | Constitucional      |               |
| Butão           |         | Druk Gyalpo Ugyen Wangchuck     | 17 de dezembro de 1907 (6 anos, 7 meses e 11 dias antes do conflito)   | Wangchuck                | Constitucional      |               |
| China           |         | Grande Imperador Yuan Shikai    | 12 de dezembro de 1915 (-2 anos, 7 meses e 16 dias antes do conflito)  | –                        | –                   |               |
| Dinamarca       |         | Rei Cristiano X                 | 14 de maio de 1912 (2 anos, 2 meses e 14 dias antes do conflito)       | Glucksburgo              | Constitucional      |               |
| Espanha         |         | Rei Afonso XIII                 | 17 de maio de 1886 (28 anos, 2 meses e 11 dias antes do conflito)      | Bourbon                  | Constitucional      |               |
| Grécia          |         | Rei Constantino I               | 18 de março de 1913 (1 ano, 4 meses e 10 dias antes do conflito)       | Glucksburgo              | Constitucional      |               |
| Irão            |         | Xá Amade Cajar                  | 16 de julho de 1909 (5 anos e 12 dias antes do conflito)               | Cajar                    | Constitucional      |               |
| Itália          |         | Rei Vítor Emanuel III           | 29 de julho de 1900 (13 anos, 11 meses e 29 dias antes do conflito)    | Saboia                   | Constitucional      |               |
| Japão           |         | Imperador Taishō                | 10 de novembro de 1915 (1 ano, 11 meses e 28 dias antes do conflito)   | Yamato                   | Constitucional      |               |
| Liechtenstein   |         | Príncipe-soberano João II       | 12 de novembro de 1858 (55 anos, 8 meses e 16 dias antes do conflito)  | Liechtenstein            | Constitucional      | [ 1 ]         |
| Luxemburgo      |         | Grã-Duquesa Maria Adelaide      | 25 de fevereiro de 1912 (2 anos, 5 meses e 3 dias antes do conflito)   | Nassau-Weilburg          | Constitucional      |               |
| Mônaco          |         | Príncipe-soberano Alberto I     | 10 de setembro de 1889 (24 anos, 10 meses e 18 dias antes do conflito) | Grimaldi                 | Constitucional      |               |
| Montenegro      |         | Rei Nicolau I                   | 28 de agosto de 1910 (3 anos e 11 meses antes do conflito)             | Petrović-Njegoš          | Constitucional      |               |
| Nepal           |         | Mahārājādhirāja Tribhuvan       | 11 de dezembro de 1911 (2 anos, 7 meses e 17 dias antes do conflito)   | Shah                     | Absoluta            |               |
| Nova Zelândia   |         | Rei Jorge V                     | 6 de maio de 1910 (4 anos, 2 meses e 22 dias antes do conflito)        | Saxe-Coburgo-Gota        | Constitucional      |               |
| Noruega         |         | Rei Haakon VII                  | 22 de junho de 1906 (8 anos, 1 mês e 6 dias antes do conflito)         | Glücksburgo              | Constitucional      |               |
| Império Otomano |         | Sultão Maomé V                  | 27 de abril de 1909 (5 anos, 3 meses e 1 dia antes do conflito)        | Osmã                     | Absoluta            |               |
| Países Baixos   |         | Rainha Guilhermina              | 23 de novembro de 1890 (23 anos, 8 meses e 5 dias antes do conflito)   | Orange-Nassau            | Constitucional      | [ 7 ]         |
| Reino Unido     |         | Rei Jorge V                     | 6 de maio de 1910 (4 anos, 2 meses e 22 dias antes do conflito)        | Saxe-Coburgo-Gota        | Constitucional      | [ 8 ]         |
| Romênia         |         | Rei Fernando I                  | 15 de outubro de 1922 (2 meses e 12 dias de conflito)                  | Hohenzollern-Sigmaringen | Constitucional      |               |
| Rússia          |         | Imperador Nicolau II            | 26 de maio de 1896 (18 anos, 2 meses e 2 dias antes do conflito)       | Romanov                  | Semi-constitucional | [ 9 ]         |
| Sérvia          |         | Rei Pedro I                     | 21 de setembro de 1904 (9 anos, 10 meses e 7 dias antes do conflito)   | Karađorđević             | Constitucional      |               |
| Rattanakosin    |         | Rei Rama VI                     | 23 de outubro de 1910 (3 anos, 9 meses e 5 dias antes do conflito)     | Chacri                   | Constitucional      | [ 10 ]        |
| Suécia          |         | Rei Gustavo V                   | 8 de dezembro de 1907 (6 anos, 7 meses e 20 dias antes do conflito)    | Bernadotte               | Constitucional      | [ 11 ]        |
| Vaticano        |         | Papa Pio X                      | 4 de agosto de 1903 (10 anos, 11 meses e 24 dias de conflito)          | –                        | Eletiva             |               |
| Vaticano        |         | Papa Bento XV                   | 3 de setembro de 1914 (1 mês e 6 dias de conflito)                     | –                        | Eletiva             | [ 12 ] [ 13 ] |

## Linha do tempo
| Reino           | Primeira Guerra Mundial (28 de julho de 1914 — 11 de novembro de 1918) | Primeira Guerra Mundial (28 de julho de 1914 — 11 de novembro de 1918) | Primeira Guerra Mundial (28 de julho de 1914 — 11 de novembro de 1918) | Primeira Guerra Mundial (28 de julho de 1914 — 11 de novembro de 1918) | Primeira Guerra Mundial (28 de julho de 1914 — 11 de novembro de 1918) |
| Reino           | 1914                                                                   | 1915                                                                   | 1916                                                                   | 1917                                                                   | 1918                                                                   |
| --------------- | ---------------------------------------------------------------------- | ---------------------------------------------------------------------- | ---------------------------------------------------------------------- | ---------------------------------------------------------------------- | ---------------------------------------------------------------------- |
| Abissínia       | Lij Iyasu                                                              | Lij Iyasu                                                              | Lij Iyasu                                                              | Zauditu                                                                | Zauditu                                                                |
| Albânia         | Guilherme                                                              | Guilherme                                                              | Guilherme                                                              | Guilherme                                                              | Guilherme                                                              |
| Alemanha        | Guilherme II                                                           | Guilherme II                                                           | Guilherme II                                                           | Guilherme II                                                           | Guilherme II                                                           |
| Andorra         | Raymond Poincaré                                                       | Raymond Poincaré                                                       | Raymond Poincaré                                                       | Raymond Poincaré                                                       | Raymond Poincaré                                                       |
| Andorra         | Juan Benlloch i Vivó                                                   |                                                                        |                                                                        |                                                                        |                                                                        |
| Áustria-Hungria | Francisco José I                                                       | Francisco José I                                                       | Francisco José I                                                       | Carlos I                                                               | Carlos I                                                               |
| Bélgica         | Alberto I                                                              | Alberto I                                                              | Alberto I                                                              | Alberto I                                                              | Alberto I                                                              |
| Butão           | Ugyen Wangchuck                                                        | Ugyen Wangchuck                                                        | Ugyen Wangchuck                                                        | Ugyen Wangchuck                                                        | Ugyen Wangchuck                                                        |
| China           | Yuan Shikai                                                            | Yuan Shikai                                                            | [ a ]                                                                  | [ a ]                                                                  | [ a ]                                                                  |
| Dinamarca       | Cristiano X                                                            | Cristiano X                                                            | Cristiano X                                                            | Cristiano X                                                            | Cristiano X                                                            |
| Espanha         | Afonso XIII                                                            | Afonso XIII                                                            | Afonso XIII                                                            | Afonso XIII                                                            | Afonso XIII                                                            |
| Grécia          | Constantino I                                                          | Constantino I                                                          | Constantino I                                                          | Constantino I                                                          | Alexandre I                                                            |
| Irão            | Amade Cajar                                                            | Amade Cajar                                                            | Amade Cajar                                                            | Amade Cajar                                                            | Amade Cajar                                                            |
| Itália          | Vítor Emanuel III                                                      | Vítor Emanuel III                                                      | Vítor Emanuel III                                                      | Vítor Emanuel III                                                      | Vítor Emanuel III                                                      |
| Japão           | Taishō                                                                 | Taishō                                                                 | Taishō                                                                 | Taishō                                                                 | Taishō                                                                 |
| Liechtenstein   | João II                                                                | João II                                                                | João II                                                                | João II                                                                | João II                                                                |
| Luxemburgo      | Maria Adelaide                                                         | Maria Adelaide                                                         | Maria Adelaide                                                         | Maria Adelaide                                                         | Maria Adelaide                                                         |
| Mónaco          | Alberto I                                                              | Alberto I                                                              | Alberto I                                                              | Alberto I                                                              | Alberto I                                                              |
| Montenegro      | Nicolau I                                                              | Nicolau I                                                              | Nicolau I                                                              | Nicolau I                                                              | Nicolau I                                                              |
| Nepal           | Tribhuvan                                                              | Tribhuvan                                                              | Tribhuvan                                                              | Tribhuvan                                                              | Tribhuvan                                                              |
| Reino Unido     | Jorge V                                                                | Jorge V                                                                | Jorge V                                                                | Jorge V                                                                | Jorge V                                                                |
| Noruega         | Haakon VII                                                             | Haakon VII                                                             | Haakon VII                                                             | Haakon VII                                                             | Haakon VII                                                             |
| Império Otomano | Maomé V Raxade                                                         | Maomé V Raxade                                                         | Maomé V Raxade                                                         | Maomé V Raxade                                                         | Maomé V Raxade                                                         |
| Países Baixos   | Guilhermina                                                            | Guilhermina                                                            | Guilhermina                                                            | Guilhermina                                                            | Guilhermina                                                            |
| Roménia         | Fernando I                                                             | Fernando I                                                             | Fernando I                                                             | Fernando I                                                             | Fernando I                                                             |
| Rússia          | Nicolau II                                                             | Nicolau II                                                             | Nicolau II                                                             | Nicolau II                                                             | [ b ]                                                                  |
| Sérvia          | Pedro I                                                                | Pedro I                                                                | Pedro I                                                                | Pedro I                                                                | Pedro I                                                                |
| Suécia          | Gustavo V                                                              | Gustavo V                                                              | Gustavo V                                                              | Gustavo V                                                              | Gustavo V                                                              |
| Estados Papais  | Papa Bento XV                                                          | Papa Bento XV                                                          | Papa Bento XV                                                          | Papa Bento XV                                                          | Papa Bento XV                                                          |